# KV19
Le tombeau KV 19, situé dans une branche latérale de la vallée des Rois, dans la nécropole thébaine sur la rive ouest du Nil face à Louxor en Égypte, a été prévu comme lieu de sépulture pour le prince Ramsès Sethherkhepshef, plus connu sous le nom de Ramsès VIII, mais a été plus tard utilisé comme sépulture du prince Montouherkhépeshef, le fils de Ramsès IX, décédé pendant le règne de Ramsès X.
Le premier couloir était encore inachevé lorsque les travaux ont été abandonnés et le tombeau a été utilisé tel quel. La décoration montre le propriétaire du tombeau escorté par son père et présenté à plusieurs divinités telles Osiris, Khonsou, Thot et Ptah. La décoration restante dans ce couloir est de la plus haute qualité.